# روجر كاريك
روجر كاريك (بالإنجليزية: Roger Carrick)‏ هو دبلوماسي بريطاني، ولد في 13 أكتوبر 1937.